# Odpuščanje
Odpuščanje je proces stalne prekinitve delovnega razmerja s strani delavca. Vsaka odpustitev, tako v privatnem kot v javnem sektorju, mora biti skladna z Zakonom o delovnih razmerjih (ZDR-1).

## Redna in izredna odpoved
Pri prekinitvi delovnega razmerja ločimo dve vrsti odpovedi – redno in izredno. Pravice in dolžnosti tako zaposlenih kot delodajalcev pri odpovednem postopku določa Zakon o delovnih razmerjih (ZDR-1). V 82. členu zakona je opisana razlika med obema vrstama odpovedi:
- “(1) Pogodbeni stranki lahko odpovesta pogodbo o zaposlitvi z odpovednim rokom – redna odpoved.”
- “(2) V primerih, določenih v zakonu, lahko pogodbeni stranki odpovesta pogodbo o zaposlitvi brez odpovednega roka – izredna odpoved.”

Redna in izredna odpoved morata biti podani v pisni obliki.

### Redna odpoved
Delavec lahko pogodbo redno odpove brez navedbe razlogov, medtem ko mora delodajalec navesti utemeljen razlog zanjo. Ti razlogi vključujejo:
- prenehanje potreb po opravljanju določenega dela,
- nedoseganje pričakovanih delovnih rezultatov,
- kršenje pogodbene obveznosti,
- nezmožnost za opravljanje dela (v skladu s predpisi, ki urejajo pokojninsko in invalidsko zavarovanje),
- neuspešno opravljeno poskusno delo.

Odpovedni roki, ki ločijo redno odpoved od izredne, so odvisni od dolžine zaposlitve pri delodajalcu, s katerim delavec prekinja pogodbo. Teči začnejo nasledni dan po vročitvi odpovedi. Če pogodbo odpove delavec, je do enega leta zaposlitve minimalni odpovedni rok 15 dni, od enega leta zaposlitve pa 30 dni. V primeru, da pogodbo odpove delodajalec, je odpovedni rok do enega leta zaposlitve prav tako 15 dni, od enega do dveh let 30 dni, nad dvema letoma pa odpovedni rok narašča za dva dni za vsako izpolnjeno leto zaposlitve pri delodajalcu, a največ do 60 dni. Nad 25 let zaposlitve je odpovedni rok 80 dni, razen če je v kolektivni pogodbi navedeno drugače, a ne manj kot 60 dni.
Če pogodbo odpove delodajalec, je ta dolžen dopustiti delavcu odsotnost z dela zaradi iskanja nove zaposlitve in mu za ta čas izplačati nadomestilo plače. Delodajalec lahko po podani odpovedi sodeluje z zavodom za zaposlovanje, pri čemer je dolžen upoštevati njihove predloge za preprečitev oz. omejitev prenehanja delovnega razmerja delavcev.
Delodajalec je po odpovedi pogodbe delavcu dolžen izplačati odpravnino. Osnova za izračun odpravnine je povprečna mesečna plača, od katere je odvisna višina odpravnine po naslednjih določilih (pri dolžini zaposlitve moramo upoštevati tudi delo pri pravnih prednikih delodajalca):
- 1/5 osnove za vsako leto dela pri delodajalcu, če je zaposlen od enega do desetih let,
- 1/4 osnove za vsako leto dela pri delodajalcu, če je zaposlen od desetih do dvajsetih let,
- 1/3 osnove za vsako leto dela pri delodajalcu, če je zaposlen več kot 20 let.

### Izredna odpoved
Delavec ali delodajalec lahko pogodbo izredno odpovesta le iz razlogov, določenih s 110. in 111. členom (npr. delavec je v selekcijskem postopku predložil lažne podatke ali dokazila, morebitna kršitev pogodbe ima znake kaznivega dejanja, delodajalec vsaj dva meseca ni izplačeval plače …) Pred izredno odpovedjo pogodbe o zaposlitvi mora delavec delodajalca pisno opomniti na izpolnitev obveznosti. V primeru, da pogodbo odpove delavec, je ta upravičen do odpravnine.

### Posebno pravno varstvo
Delodajalec ne sme odpovedati pogodbe delavcu, ki je star 58 let ali mu manjka pet let pokojninske dobe do izpolnitev pogojev za starostno upokojitev, brez njegove privolitve (114. člen). Delodajalec prav tako ne sme odpovedati pogodbe delavki v času nosečnosti ali delavki, ki doji otroka do enega leta starosti, ali staršem, ki izrabljajo starševski dopust (115. člen). Delodajalec lahko odpove pogodbo o zaposlitvi invalidu zaradi nezmožnosti za opravljanje dela pod pogoji iz predpisov pokojninskega in invalidskega zavarovanja (116. člen).

## Načrtno zmanjšanje števila zaposlenih
Načrtno zmanjšanje števila zaposlenih (ang. downsizing) je sistematično organizirana praksa, usmerjena k zmanjšanju števila zaposlenih z namenom izboljšanja uspešnosti podjetja. Postal je zelo pogosta poslovna praksa v Ameriki v 80. letih dvajsetega stoletja, ko se je začelo slabšanje ekonomskega položaja podjetij. Danes je pogosto razumljen kot nujen proces za obstoj podjetja.
Študije kažejo, da se z downsizingom zmanjša stopnja zaupanja v organizacijo in predanosti podjetju tako pri žrtvah downsizinga kot tudi pri tistih, ki niso bili odpuščeni v tem procesu.

### Odziv strank kot posledica
Načrtno zmanjšanje števila zaposlenih je eden najbolj priljubljenih načinov zmanjševanja stroškov v podjetjih po svetu. Osnovna ideja tega procesa je, da podjetje ohrani nivo izida (v smislu kvalitete izdelka oziroma storitve), medtem ko zmanjša vložek (število delavcev) in tako zniža stroške. A se sploh v zadnjem obdobju med raziskovalci pojavlja vprašanje, ali načrtno zmanjšanje števila zaposlenih dolgoročno podjetjem prinaša več prednosti ali slabosti. Datta idr. (cit. v ) so namreč zapisali, da ima proces pomemben potencial, da uniči odnose, zaupanje in zvestobo, ki povezuje delavce in delodajalce, kar pa lahko posredno vpliva tudi na zadovoljstvo njihovih strank. Ta odnos so v preteklosti preučevali predvsem v B2B oblikah poslovanja (‘business-to-business’ – situacija, v kateri eno podjetje izvaja komercialne transakcije z drugim podjetjem). Manj jasni in pregledni pa so tovrstni vplivi v B2C poslovanju (‘business-to-consumer’), v katerih podjetje posluje s fizično osebo, ki je na koncu poslovne verige in ima manj stika z zaposlenimi v podjetju. Zato sta se te teme lotila Habel in Klarmann.) Opredelila sta dve skupini spremenljivk in proučevala njun vpliv na odnos med zmanjšanjem števila zaposlenih in zadovoljstvom strank – spremenljivke, vezane na podjetje, in spremenljivke, vezane na stranke. Ugotovila sta, da se stranke na zmanjšanje števila zaposlenih v največji meri odzovejo, če posledično poslabša kvaliteto izdelkov. To je opazno predvsem v podjetjih, ki dajo veliko na raziskovanje in razvoj izdelkov, ki imajo visoko produktivne delavce in ki imajo že v osnovi malo število odvečnih delavcev glede na zahteve delovnih mest. Avtorja želita s člankom predvsem opozoriti, da morajo direktorji podjetij, preden se lotijo načrtnega zmanjšanja števila zaposlenih, razmišljati izven okvirov podjetja, torej tudi o zadovoljstvu strank.

## Posledice odpuščanja na ponovno zaposlitev
Monteith je s sodelavci  raziskovala, ali dejstvo, da je bil kandidat za delovno mesto v preteklosti že odpuščen, vpliva na odločanje v selekcijskem postopku. Na tovrstno raziskovalno področje jih je pripeljalo predvsem zavedanje, da razlogi za odpustitev pogosto niso povezani s posameznikovo dejansko učinkovitost na delovnem mestu, a je kljub temu lahko odločilni dejavnik, da stežka dobi novo zaposlitev. In zaradi tega posamezniki, ki ponovno iščejo zaposlitev, občutijo več anksioznosti, strahu in dvoma vase. V raziskavo so vključili naključne udeležence, ki so bili v vlogi delodajalca in so se morali odločiti, katerega kandidata bi zaposlili. Pri udeležencih so ocenjevali tudi izraženost ‘prepričanosti o pravičnosti sveta’ - po teoriji sistemske utemeljenosti (System justification theory; Jost in Banaji, 1994) ljudi v določeno vedenje motivira verjetje, da so socialni sistemi in institucije pravične ter legitimne. Izkazalo, da lahko predhodna odpustitev pomembno vpliva na ponovno zaposlitev – lahko jim koristi ali škodi, kar pa je odvisno od izraženosti delodajalčeve prepričanosti o pravičnosti sveta. Tisti, ki zelo verjamejo v pravičnost sveta, bodo manj verjetno zaposlili kandidata, ki je bil nekoč že odpuščen, saj menijo, da si je to zaslužil. In nasprotno bodo ljudje, ki v pravičnost sveta ne verjamejo, z večjo verjetnostjo zaposlili takšnega posameznika. 